# Anders Petter Löfström
Anders Petter Löfström, född 3 november 1831 i Stora Harrie, död 1 mars 1909 i Sundbyberg, var en svensk lantman och politiker. Han var grundare av Sundbybergs köping 1888 som 1927 blev Sundbybergs stad.

## Biografi
Löfström genomgick Skånska lantmannaskolan i Orup. År 1856 gifte han sig med Emilia Sophia Lindström, född 1833. Familjen flyttade 1862 till Mariehäll i Bromma, som Löfström hade köpt samma år. 1864 arrenderade han och 1869 köpte han Sundbybergs gård med Duvbo. Han ägde eller arrenderade dessutom egendomarna Beckomberga, Råcksta, en gård i Flysta, delar av Huvudsta samt ett antal gårdar på andra platser i Sverige.
Löfström medverkade till att järnvägen mellan Stockholm och Västerås kom att dras genom Sundbyberg. Redan 1870 började Löfström sälja tomter, för såväl industri som husbyggnation, och en tätort växte upp omkring Sundbybergs station.  
Liksom hustrun Emilia Sophia var Löfström aktiv inom Evangeliska Fosterlands-Stiftelsen. År 1877 reserverade han en högt belägen tomt, där Sundbybergs kyrka skulle byggas. År 1878 invigdes Sundbybergs kapell, som Löfström låtit bygga på en klippa vid Brunnsgatan 1 i avvaktan på att kyrktomten skulle tas i anspråk och frågan om "skilsmässa" från Bromma församling till egen församling kunde lösas. Kapellet användes också som skola. Löfström var ledamot i Bromma kommunalnämnd, skolstyrelse och kyrkostämma. Han var Sundbybergs kommunalstämmas första ordförande 1887–1891. I kommunalnämnden tog Löfström upp viktiga frågor som byggnadsordning, nämnd för hälsovård och fattigstuga. Vid paret Löfströms guldbröllopsdag 1906 skänkte paret en nybyggd fastighet att användas till barndaghem. Byggnaden låg utefter Tulegatans nedre del och kom också att tjäna som hem för människor med kronisk sjukdom.
Sundbybergs gård revs 1936 och gav plats åt chokladfabriken Marabous nya laboratoriebyggnad belägen i nuvarande Marabouparken. En förutsättning för rivningstillstånd var att Marabou förband sig att återställa gårdens park samt att för alltid ge sundbybergarna tillgång till parken. Kravet ställdes med anledning av gårdens tidigare ägare och stadens grundares uttalade engagemang samt krav på öppna platser, ett offentligt rum, för rekreation och glädje. På Esplanadens sluttning mot Tornparken står en byst av Löfström i diabas av Carl Fagerberg och donerad av Sundbybergs stad 1946.
Löfström fick 2010 en gata i Sundbyberg uppkallad efter sig: Löfströms allé (tidigare Allén). Sedan tidigare finns Löfströmsvägen, den väg som går från Allén ner mot Bällstaån utefter parken.